# Vojin Dimitrijević

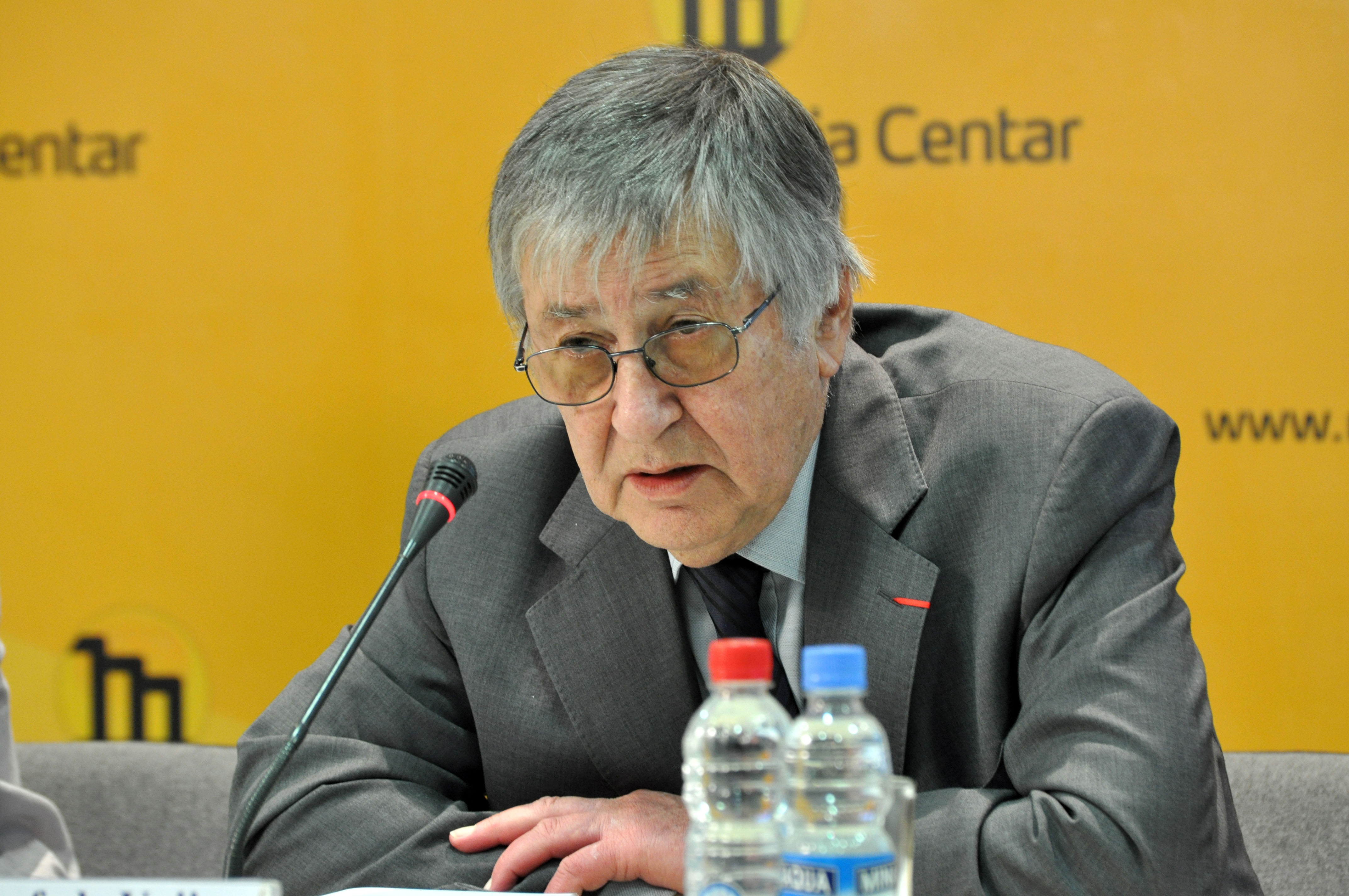
Vojin Dimitrijević (2008)

Vojin Dimitrijević (serbisch-kyrillisch Војин Димитријевић; * 9. Juli 1932 in Fiume; † 5. Oktober 2012 in Belgrad) war ein jugoslawisch-serbischer Menschenrechtler und Völkerrechtsexperte.

## Biographie
Dimitrijević wurde am 9. Juli 1932 in Rijeka geboren. Sein Vater war Diplomat und seine Mutter Professorin. Seine Bildung vollzog er in Belgrad, wo er 1965 promovierte. Er begann seine Karriere als jugoslawischer Beamter. 1959–1960 war er am Institut für internationale Politik und Wirtschaft beschäftigt. Anschließend war er bis 1998 als Professor für Rechtswissenschaften an der Rechtswissenschaftlichen Fakultät der Universität Belgrad tätig.
Ab 1995 leitete er das Belgrader Zentrum für Menschenrechte, eine gegen Slobodan Milošević gerichtete Menschenrechtsorganisation.
Er war verheiratet und hatte einen Sohn.